# (459) Signe
Pour les articles homonymes, voir Signe.
(459) Signe est un astéroïde de la ceinture principale découvert par Max Wolf le 22 octobre 1900.